# Athletic Football Club Bournemouth 2025-2026
Questa voce raccoglie le informazioni riguardanti l'Athletic Football Club Bournemouth nelle competizioni ufficiali della stagione 2025-2026.

## Stagione
Questa stagione è la quarta stagione consecutiva in Premier League per il Bournemouth. Oltre alla partecipazione in Premier League, il Bournemouth prenderà parte alla FA Cup ed alla EFL Cup.

## Maglie e sponsor
È stato confermato Umbro come sponsor tecnico, ed il nuovo sponsor ufficiale Dafabet.
| Casa | Trasferta |

## Rosa
Rosa e numerazione aggiornate al 18 agosto 2025. 
 In corsivo i calciatori ceduti durante la stagione
| N. |                          | Ruolo | Calciatore       |
| -- | ------------------------ | ----- | ---------------- |
| 1  | Serbia (bandiera)        | P     | Đorđe Petrović   |
| 2  | Messico (bandiera)       | D     | Julián Araujo    |
| 3  | Francia (bandiera)       | D     | Adrien Truffert  |
| 4  | Inghilterra (bandiera)   | C     | Lewis Cook       |
| 5  | Argentina (bandiera)     | D     | Marcos Senesi    |
| 6  | Galles (bandiera)        | D     | Chris Mepham     |
| 7  | Galles (bandiera)        | C     | David Brooks     |
| 8  | Inghilterra (bandiera)   | C     | Alex Scott       |
| 9  | Brasile (bandiera)       | A     | Evanilson        |
| 10 | Scozia (bandiera)        | C     | Ryan Christie    |
| 11 | Burkina Faso (bandiera)  | A     | Dango Ouattara   |
| 11 | Scozia (bandiera)        | A     | Ben Doak         |
| 12 | Stati Uniti (bandiera)   | C     | Tyler Adams      |
| 13 | Nuova Zelanda (bandiera) | P     | Alex Paulsen     |
| 15 | Inghilterra (bandiera)   | D     | Adam Smith ()    |
| 16 | Inghilterra (bandiera)   | D     | Marcus Tavernier |
| 17 | Colombia (bandiera)      | A     | Luis Sinisterra  |

| N. |                           | Ruolo | Calciatore        |
| -- | ------------------------- | ----- | ----------------- |
| 18 | Francia (bandiera)        | D     | Bafodé Diakité    |
| 19 | Paesi Bassi (bandiera)    | A     | Justin Kluivert   |
| 20 | Argentina (bandiera)      | D     | Julio Soler       |
| 21 | Francia (bandiera)        | C     | Romain Faivre     |
| 22 | Francia (bandiera)        | A     | Eli Junior Kroupi |
| 23 | Inghilterra (bandiera)    | D     | James Hill        |
| 24 | Ghana (bandiera)          | A     | Antoine Semenyo   |
| 25 | Costa d'Avorio (bandiera) | C     | Hamed Traorè      |
| 26 | Turchia (bandiera)        | A     | Enes Ünal         |
| 29 | Danimarca (bandiera)      | C     | Philip Billing    |
| 35 | Galles (bandiera)         | D     | Owen Bevan        |
| 40 | Inghilterra (bandiera)    | P     | Will Dennis       |
| 45 | Stati Uniti (bandiera)    | D     | Matai Akinmboni   |

## Calciomercato

### Sessione estiva
| Acquisti         | Acquisti          | Acquisti    | Acquisti                    |
| R.               | Nome              | da          | Modalità                    |
| ---------------- | ----------------- | ----------- | --------------------------- |
| P                | Đorđe Petrović    | Chelsea     | definitivo (28,9 milioni €) |
| A                | Ben Doak          | Bournemouth | definitivo (23,2 milioni €) |
| D                | Bafodé Diakité    | Lilla       | definitivo (35 milioni €)   |
| D                | Adrien Truffert   | Rennes      | definitivo (13,5 milioni €) |
| Altre operazioni |                   |             |                             |
| R.               | Nome              | da          | Modalità                    |
| C                | Hamed Traorè      | Auxerre     | fine prestito               |
| A                | Eli Junior Kroupi | Lorient     | fine prestito               |
| C                | Philip Billing    | Napoli      | fine prestito               |
| A                | Jaydon Anthony    | Burnley     | fine prestito               |
| C                | Romain Faivre     | Brest       | fine prestito               |
| D                | Max Aarons        | Valencia    | fine prestito               |
| C                | Joe Rothwell      | Leeds Utd   | fine prestito               |
| D                | Neto              | Arsenal     | fine prestito               |
| P                | Alex Paulsen      | Auckland FC | fine prestito               |

| Cessioni         | Cessioni          | Cessioni            | Cessioni                    |
| R.               | Nome              | a                   | Modalità                    |
| ---------------- | ----------------- | ------------------- | --------------------------- |
| D                | Ilya Zabarnyi     | Paris Saint-Germain | definitivo (63 milioni €)   |
| D                | Dean Huijsen      | Real Madrid         | definitivo (62,5 milioni €) |
| D                | Milos Kerkez      | Liverpool           | definitivo (46,9 milioni €) |
| A                | Dango Ouattara    | Brentford           | definitivo (42,8 milioni €) |
| A                | Jaydon Anthony    | Burnley             | definitivo (9,5 milioni €)  |
| P                | Mark Travers      | Everton             | definitivo (4,6 milioni €)  |
| C                | Joe Rothwell      | Rangers             | definitivo (460 mila €)     |
| P                | Neto              | Botafogo            | gratuito                    |
| D                | Max Aarons        | Rangers             | prestito                    |
| A                | Daniel Jebbison   | Preston N.E.        | prestito                    |
| A                | Jaidon Anthony    | Burnley             | prestito                    |
| Altre operazioni |                   |                     |                             |
| R.               | Nome              | a                   | Modalità                    |
| P                | Kepa Arrizabalaga | Chelsea             | fine prestito               |

### Sessione invernale
| Acquisti         | Acquisti         | Acquisti         | Acquisti         |
| R.               | Nome             | da               | Modalità         |
| Altre operazioni | Altre operazioni | Altre operazioni | Altre operazioni |
| R.               | Nome             | da               | Modalità         |
| ---------------- | ---------------- | ---------------- | ---------------- |

| Cessioni         | Cessioni         | Cessioni         | Cessioni         |
| R.               | Nome             | a                | Modalità         |
| Altre operazioni | Altre operazioni | Altre operazioni | Altre operazioni |
| R.               | Nome             | a                | Modalità         |
| ---------------- | ---------------- | ---------------- | ---------------- |

## Risultati

### Premier League
| Arbitro: | Taylor |

|                                              |           |                  |
| Ekitike 37’ Gakpo 49’ Chiesa 88’ Salah 90+4’ | Marcatori | 64’, 76’ Semenyo |

| Bournemouth 23 agosto 2025, ore 15:00 WEST 2ª giornata | Bournemouth | – referto | Wolverhampton | Vitality Stadium |

| Londra 30 agosto 2025, ore 15:00 WEST 3ª giornata | Tottenham | – referto | Bournemouth | Tottenham Hotspur Stadium |

| Bournemouth 4ª giornata | Bournemouth | – referto | Brighton | Vitality Stadium |

| Bournemouth 5ª giornata | Bournemouth | – referto | Newcastle Utd | Vitality Stadium |

| Leeds 6ª giornata | Leeds Utd | – referto | Bournemouth | Elland Road |

| Bournemouth 7ª giornata | Bournemouth | – referto | Fulham | Vitality Stadium |

## Statistiche

### Statistiche di squadra
| Competizione   | Punti | In casa | In casa | In casa | In casa | In casa | In casa | In trasferta | In trasferta | In trasferta | In trasferta | In trasferta | In trasferta | In campo neutro | In campo neutro | In campo neutro | In campo neutro | In campo neutro | In campo neutro | Totale | Totale | Totale | Totale | Totale | Totale | DR |
| Competizione   | Punti | G       | V       | N       | P       | Gf      | Gs      | G            | V            | N            | P            | Gf           | Gs           | G               | V               | N               | P               | Gf              | Gs              | G      | V      | N      | P      | Gf     | Gs     | DR |
| -------------- | ----- | ------- | ------- | ------- | ------- | ------- | ------- | ------------ | ------------ | ------------ | ------------ | ------------ | ------------ | --------------- | --------------- | --------------- | --------------- | --------------- | --------------- | ------ | ------ | ------ | ------ | ------ | ------ | -- |
| Premier League | -     |         |         |         |         |         |         | 1            | 0            | 0            | 1            | 2            | 4            | -               | -               | -               | -               | -               | -               | 1      | 0      | 0      | 1      | 2      | 4      | -2 |
| FA Cup         | -     |         |         |         |         |         |         |              |              |              |              |              |              | -               | -               | -               | -               | -               | -               |        |        |        |        |        |        |    |
| League Cup     | -     |         |         |         |         |         |         |              |              |              |              |              |              | -               | -               | -               | -               | -               | -               |        |        |        |        |        |        |    |
| Totale         | -     |         |         |         |         |         |         | 1            | 0            | 0            | 1            | 2            | 4            | -               | -               | -               | -               | -               | -               | 1      | 0      | 0      | 1      | 2      | 4      | -2 |

### Andamento in campionato
| Giornata  | 1 | 2 | 3 | 4 | 5 | 6 | 7 | 8 | 9 | 10 | 11 | 12 | 13 | 14 | 15 | 16 | 17 | 18 | 19 | 20 | 21 | 22 | 23 | 24 | 25 | 26 | 27 | 28 | 29 | 30 | 31 | 32 | 33 | 34 | 35 | 36 | 37 | 38 |
| --------- | - | - | - | - | - | - | - | - | - | -- | -- | -- | -- | -- | -- | -- | -- | -- | -- | -- | -- | -- | -- | -- | -- | -- | -- | -- | -- | -- | -- | -- | -- | -- | -- | -- | -- | -- |
| Luogo     | T |   |   |   |   |   |   |   |   |    |    |    |    |    |    |    |    |    |    |    |    |    |    |    |    |    |    |    |    |    |    |    |    |    |    |    |    |    |
| Risultato | P |   |   |   |   |   |   |   |   |    |    |    |    |    |    |    |    |    |    |    |    |    |    |    |    |    |    |    |    |    |    |    |    |    |    |    |    |    |
| Posizione |   |   |   |   |   |   |   |   |   |    |    |    |    |    |    |    |    |    |    |    |    |    |    |    |    |    |    |    |    |    |    |    |    |    |    |    |    |    |

Legenda:

Luogo: C = Casa; T = Trasferta. Risultato: V = Vittoria; N = Pareggio; P = Sconfitta.